# アフター・ザ・レイン (マディ・ウォーターズのアルバム)
『アフター・ザ・レイン』（After the Rain）は、アメリカ合衆国のブルース・ミュージシャン、マディ・ウォーターズが1969年に録音・発表したスタジオ・アルバム。

## 背景
問題作と評された前作『エレクトリック・マッド』（1968年）の続編に当たるアルバムで、フィル・アップチャーチ、ピート・コージー、チャールズ・ステップニー、ルイス・サターフィールド、モーリス・ジェニングスといったプレイヤーが引き続き参加した。ただし、前作とは異なりウォーターズ自身のギター・プレイもフィーチャーされている。ウォーターズのオリジナル曲のうち「ボトム・オブ・ザ・シー」は、本作のみに収録された。

## 反響・評価
セールス的には前作『エレクトリック・マッド』ほどの成功を収められず、Billboard 200入りを逃す結果となった。Bruce Ederはオールミュージックにおいて5点満点中3.5点を付け、『エレクトリック・マッド』と比較して「簡単に言えば、よりマディ・ウォーターズらしい」と評している。また、『CDジャーナル』による2007年のミニ・レビューでは「前作の流れを汲んだロックの気風が暴れる前半、だが後半はボトルネック・スライド奏法も全開でシカゴ・ブルースの前線を行く」と評されている。

## リイシュー
本作は2007年、日本で世界初CD化された。また、BGOレコードは2011年、前作『エレクトリック・マッド』（1968年）と本作の2 in 1 CDを発売した

## 収録曲
特記なき楽曲はマッキンリー・モーガンフィールド（マディ・ウォーターズ）作。
1. アイ・アム・ザ・ブルース - "I Am the Blues" (Willie Dixon) - 4:42
2. ランブリン・マインド - "Ramblin' Mind" - 4:48
3. ローリン・アンド・タンブリン - "Rollin' and Tumblin'" - 4:52
4. ボトム・オブ・ザ・シー - "Bottom of the Sea" - 5:27
5. ハニー・ビー - "Honey Bee" - 4:18
6. ブルース・アンド・トラブル - "Blues and Trouble" - 4:24
7. ハーティン・ソウル - "Hurtin' Soul" (Charles Williams) - 4:39
8. スクリーミン・アンド・クライン - "Screamin' and Cryin'" - 5:01

## 参加ミュージシャン
- マディ・ウォーターズ - ボーカル(all songs)、ギター(on #3, #5, #6, #8[1][2])
- フィル・アップチャーチ - ギター
- ピート・コージー（英語版） - ギター
- オーティス・スパン - ピアノ(on #1, #7[1])
- チャールズ・ステップニー - オルガン(on #2, #4, #7[1])
- ルイス・サターフィールド - ベース
- モーリス・ジェニングス - ドラムス
- ポール・オッシャー - ハーモニカ